# Kwitnewyj (obwód żytomierski)
Kwitnewyj (ukr. Квітневий) – przystanek kolejowy w miejscowości Szołomky, w rejonie korosteńskim, w obwodzie żytomierskim, na Ukrainie. Położony jest na linii Białokurowicze – Owrucz.